# Securidaca revoluta
Securidaca revoluta är en jungfrulinsväxtart som först beskrevs av Alfred William Bennett, och fick sitt nu gällande namn av M.C.M. Marques. Securidaca revoluta ingår i släktet Securidaca och familjen jungfrulinsväxter. Inga underarter finns listade i Catalogue of Life.